# 苗刀

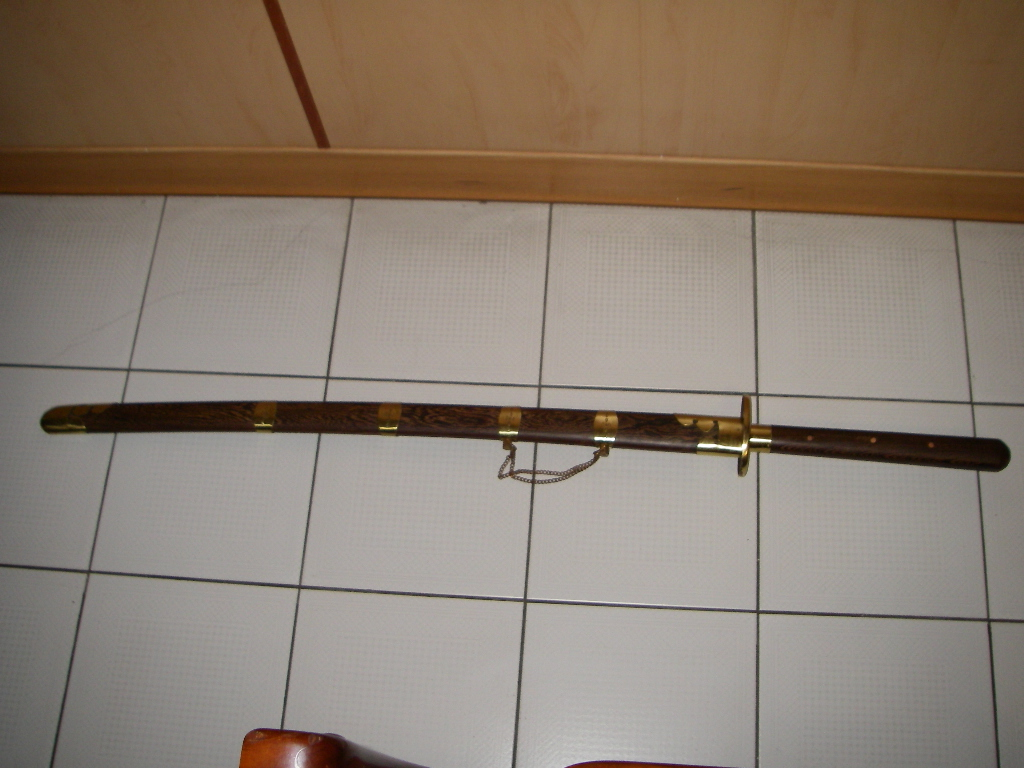
苗刀1

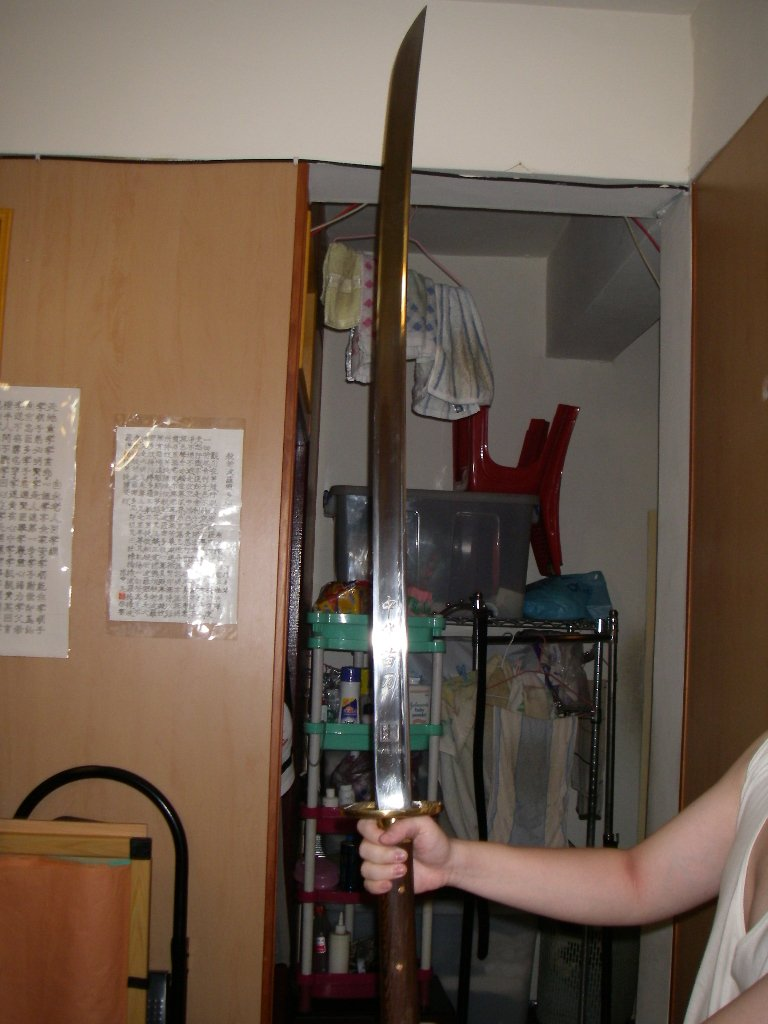
苗刀2

苗刀（みょうとう/ミャオダオ、ピンイン: miáo dāo）は、倭寇が使った日本刀（特に刃渡り五尺もある大太刀）を元に明の頃から製造されている長大な倭刀を発展した中国の刀、もしくはそれを扱う中国武術。

## 概要
長さが有る割に細く、軽量に造られているため、「苗(なえ)の如き刀」という意味で「苗刀」と呼ばれるようになった。日本刀と比べると、柄が鍔もとに向かって細くなるなど、若干形状が変化している。
「苗刀」の源流は倭寇が使用していた刃渡り五尺もある日本式大太刀に遡れる。倭寇が明の軍隊を苦しめた要因を多くの者は日本刀の性能に求めたが、一部の者は日本剣術の技の身軽さや素早さ体捌きにあると考えた。
倭寇の撃退に成功した明の将軍・戚継光は、対倭寇戦で得た陰流剣術の目録を研究し『辛酉刀法』を著した。また、戚継光は日本式大太刀を接近戦用予備兵器として装備した鳥銃（火縄銃）兵を含む部隊（同じ装備の兵ごとに部隊を分けるのではなく、多様な装備を持つ兵を一定の比率で混在させたもの）をどのように運用するかを研究し、北方民族の侵入を撃退することに成功した。
日本式大太刀を扱う武術としての中国双手刀術は、1621年に程宗猷が『単刀法選』を著したことに始まる。程宗猷は、日本の刀術を学んだという劉雲峰なる人物に学んだという。次いで、1644年に呉殳が『単刀図説』を著した。現在まで伝わる苗刀の技法は、この二書の内容がもとになっている。苗刀は劈掛拳に併伝されていることが多い。
中国に伝来した日本式大太刀は本来、明代と清代では「長刀」や「単刀」と呼ばれていたが、中華民国時代初期、軍閥の曹錕は河北省滄州で武術の人材を集めて武術部隊を設立し、劉玉春、任相栄らを講師として迎え、双手刀術を教え、「苗刀」と名付けた。中国に伝えられている双手刀術を継承した20世紀の中国武術家・馬明達は、双手長刀の伝統的な名称である「倭刀」「単刀」が民国時代初期に「苗刀」に変更されたのは、おそらくは本来の日本刀や他の刀剣との混同を避けるためだったと考察した。それ以来、中国武術界では双手長刀を徐々に「苗刀」と呼ぶようになり、「倭刀」「単刀」という名称を使うことはほとんどなくなってしまう。しかし倭刀の流れを汲む中国双手刀術は「苗刀」として復興され、固有名称を得た効果によって知名度も向上されている。
近代に至り、1927年に中央国術館で「二路苗刀」という套路（形）が制定された。中華民国総統府侍衛隊の武術教官を務めた劉雲樵が設立した武壇国術推広中心で行われている四路苗刀は、現在大陸に伝わっているものと比べると、よりシンプルな動作が多く日本剣術に近い。

また、意拳の一部の系統で「双把剣」という刀術を伝えている。これは後に太気拳を開いた澤井健一が伝えた日本剣術であるが、苗刀のような長大な刀は使用しない。

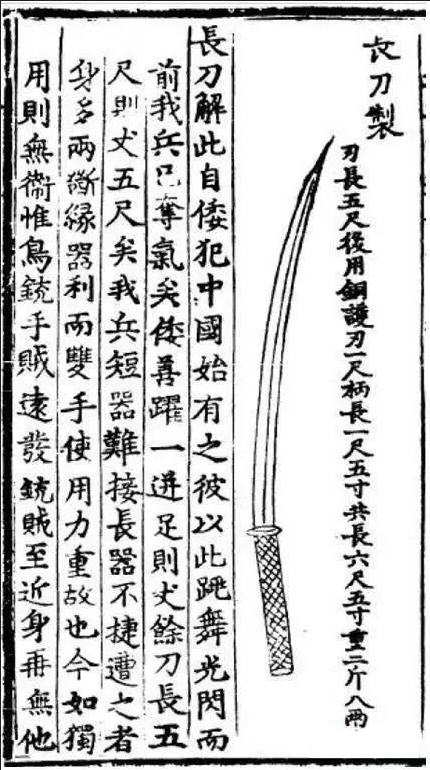
苗刀の前身、明の将軍戚継光の著作『紀效新書』に書かれている倭寇長刀。刃長五尺もあるほど日本刀の大太刀に近い長大な刀である。
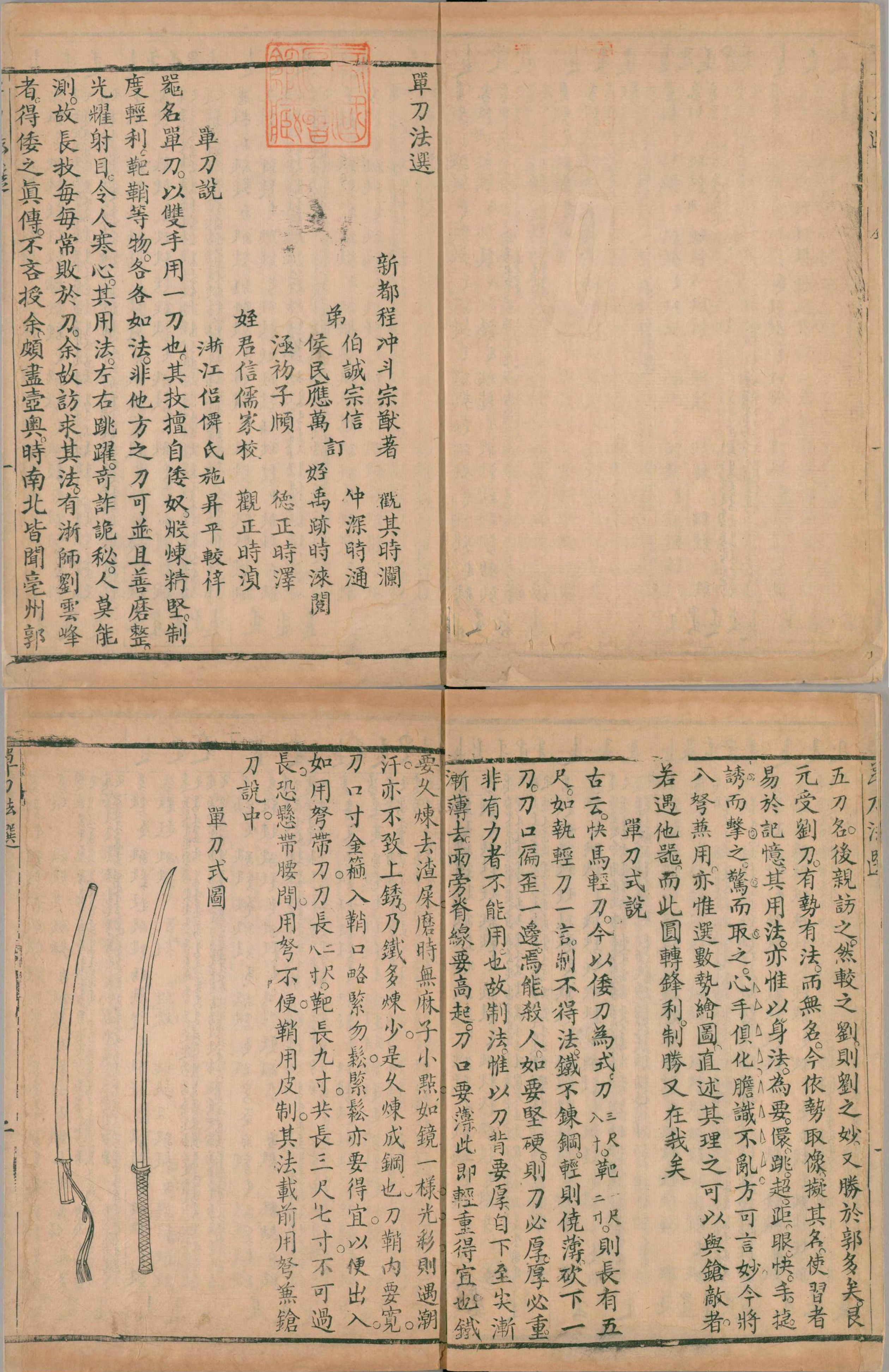
明朝の中国武術家・程宗猷が着した武術書『単刀法選』の冒頭。倭人から伝来した長大な倭刀を「単刀」と説明している。